# Rebecca Clarke
.
Rebecca Clarke (ur. 27 sierpnia 1886 w Harrow, zm. 13 października 1979 w Nowym Jorku) – brytyjska kompozytorka muzyki poważnej i altowiolistka pochodzenia amerykańsko-niemieckiego.

## Życiorys
Clarke urodziła się 27 sierpnia 1886 w londyńskiej dzielnicy Harrow jako najstarsze dziecko bostończyka Josepha Clarke’a i Agnes Helferich z pochodzenia Niemki. Od 1903 uczyła się gry na altówce w Royal Academy of Music – w 1905 musiała zrezygnować z nauki po naciskach ojca, po tym jak jej nauczyciel (Percy Miles) zaproponował jej małżeństwo. Naukę podjęła ponownie w 1908, uczęszczając do Royal College of Music, gdzie jako jedna z niewielu kobiet studiowała kompozycję pod kierunkiem sir Charlesa Standforda. Podczas studiów zdobyła dwie nagrody, jednak po kłótni z ojcem w 1910, który wyrzucił ją z domu rodzinnego, pozbawiona środków do dalszej nauki, po raz drugi zmuszona była przerwać studia. Udało się jej dostać do kwartetu smyczkowego Norah Clench Quartet. Później utrzymywała się poprzez granie w wielu orkiestrach kameralnych w Londynie, m.in. z Pablem Casalsem, Arturem Schnablem czy Arturem Rubinsteinem. W 1912 dostała się do orkiestry Queen's Hall Orchestra prowadzonej przez sir Henry’ego Wooda – który jako pierwszy dyrygent w historii tej orkiestry zaczął przyjmować do zespołu kobiety. Clarke koncertowała również jako solistka w Europie i Stanach Zjednoczonych, współzałożyła The English Ensable, a razem z Adilą Fachiri, Jelly d'Aranyi i Giulherminą Suggią tworzyła kwartet smyczkowy.
Jej przełom kompozytorski nastąpił w 1919, kiedy jej dzieło Viola Sonata konkurowało z Suitą na altówkę i fortepian Ernesta Blocha o nagrodę Elisabeth Sprague Coolidge – w konkursie uczestniczyły 73 utwory. W ekspresjonistycznym dziele Clarke rozpoznawalne były wpływy muzyki Maurice'a Ravela, Claude'a Debussy'ego i samego Blocha. Ponieważ jurorzy konkursu nie mogli dojść do porozumienia a nagroda nie była przyznawana ex aequo, Coolidge musiała rozstrzygnąć konkurs osobiście – zwyciężył jednak utwór Blocha. Natomiast kompozycja Clarke Trio na altówkę, wiolonczelę i fortepian zdobyła drugą nagrodę w konkursie America's Berkshire Festival w 1921. W 1923 Elisabeth Coolidge zamówiła u Clarke utwór na wiolonczelę i fortepian – powstałą rapsodię Clarke zadedykowała zleceniodawczyni. Premiera utworu – grali May Mukle (wiolonczela) i Myra Hess (fortepian) – odbyła się podczas festiwalu Berkshire.
W 1939 przebywając z wizytą u swoich braci w Nowym Jorku, Clarke zmuszona była zostać w Stanach Zjednoczonych, ponieważ w obliczu zbliżającej się wojny odmówiono jej wizy do Wielkiej Brytanii. W 1944 spotkała dawnego kolegę z czasów studenckich – kompozytora Jamesa Friskina, z którym wzięła ślub jeszcze w tym samym roku. Państwo Friskinowie zamieszkali na stałe w Nowym Jorku, gdzie Clarke pozostawała wprawdzie czynna zawodowo, nauczając muzyki i koncertując z mężem, jednak jej działalność kompozytorska uległa ograniczeniu. Rebecca Clarke zmarła 13 października 1979 w Nowym Jorku.
Dorobek Clarke obejmuje ponad 58 pieśni i 24 utwory instrumentalne – pieśni solowe tworzyła w początkowym okresie kariery (1903–1907), komponując muzykę do tekstów Goethego, Maeterlincka, Kiplinga i Dehmela. Clarke przyznała również, że używała męskiego pseudonimu – Anthony Trent – w jej odczuciu dzieła, które wydawała pod pseudonimem zyskiwały więcej uwagi i uznania niż te, które publikowała jako kobieta. W Stanach Zjednoczonych znana była jako Rebecca Clarke – w 1942 jako jedyna kobieta pośród 30 kompozytorów wzięła udział w spotkaniu International Society for Contemporary Music (ISCM) w San Francisco.

## Wybrane utwory

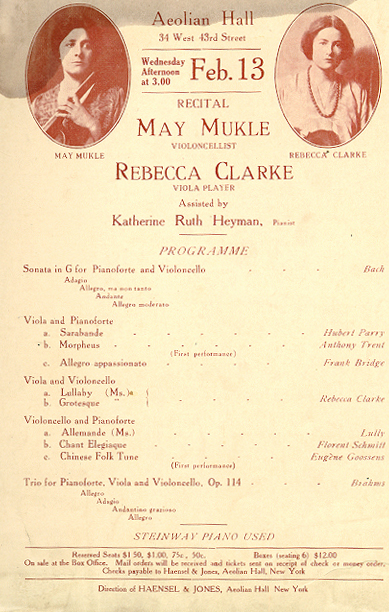
Program z pierwszego wykonania utworu Morpheus, 13 lutego 1918

- Shiv and the Grasshopper (1904) – pieśń, tekst Rudyard Kipling
- Shy One (1912) – pieśń, tekst William Butler Yeats
- Morpheus (1917–18) – utwór na altówkę i fortepian
- Sonata (1919) – utwór na altówkę (lub wiolonczelę) i fortepian
- Piano Trio (1921) – utwór na skrzypce, wiolonczelę i fortepian
- He that dwelleth in the secret place (Psalm xci) (1921)
- The Seal Man (1922) – pieśń, tekst John Masefield
- Rhapsody (1923) – utwór na wiolonczelę i fortepian
- The Aspidistra (1929) – pieśń, tekst Claude Flight
- The Tiger (1929–33) – pieśń, tekst William Blake
- Passacaglia on an Old English Tune (?1940–41) – utwór na altówkę (lub wiolonczelę) i fortepian
- Prelude, Allegro and Pastorale (1941) – utwór na altówkę i klarnet
- God made a tree (1954) – pieśń, tekst Katherine Kendall

## Literatura dodatkowa
- Liane Curtis. Rebecca Clarke and Sonate Form: Questions of Gender and Genre. „The Musical Quarterly”. lxxxi, s. 293–429, 1997. (ang.).
- Liane Curtis. A Case of Identity: Rebecca Clarke. „Musical Times”. 137, s. 15–21, May 1996. (ang.).
- Calum MacDonald. Rebecca Clarke's Chamber Music. „Tempo”, s. 15–26, March 1987. (ang.).
- Nancy B. Reich. Rebecca Clarke: An Unkommon Woman. „Sounds Australia”, s. 14–16, 1993–94. (ang.).